# Hải quan tinh anh
《Hải quan tinh anh》(tên tiếng Hoa: 把關者們; tên tiếng Anh: The Line Watchers) là bộ phim truyền hình Hồng Kông ra mắt năm 2021 do TVB sản xuất. Phim có sự tham gia của dàn diễn viên chính bao gồm Viên Vỹ Hào, Trần Gia Lạc, Huỳnh Trí Văn, Vương Mẫn Dịch, Lưu Bội Nguyệt, Mã Quán Đông, Trần Tự Dao, La Thiên Vũ, Đinh Tử Lãng, Lưu Dĩnh Tuyền, Khổng Đức Hiền, Hàn Mã Lợi và Giang Hân Yến. Phim được biên tập bởi Lương Mẫn Hoa và Nguyễn Mỹ Phụng và vai trò sản xuất do Quan Thọ Minh đảm nhiệm.
Phim sử dụng đề tài là công việc của các bộ phận khác nhau của Cục Hải quan Hồng Kông đồng thời cũng mô tả quá trình đào tạo các nhân viên hải quan tại Trường Cao đẳng Hải quan Hồng Kông. Toàn bộ quá trình quay phim được hỗ trợ hoàn toàn bởi Cục Hải quan Hồng Kông. Và đoàn phim được phép quay tại các khu vực hạn chế không mở cửa cho khách tham quan như Trường Cao đẳng Hải quan Hồng Kông hoặc các bến, cảng để khán giả phần nào có thể hiểu được rõ hơn về phạm vi cũng như cách thức hoạt động của các nhân viên tại Cục Hải quan Hồng Kông.
Phim cũng là một trong những bộ phim được giới thiệu tại Hội chợ Triển lãm Điện ảnh và Truyền hình Quốc tế Hồng Kông năm 2021.

## Nội dung
Câu chuyện là hành trình theo chân ba tinh anh của Cục Hải quan Hồng Kông bao gồm Thanh tra cấp cao của Tổ Điều tra Bản quyền và Thương hiệu - Hải Phong (do Viên Vỹ Hào thủ vai), Trưởng phòng Quản lý Tổng mậu dịch của Sở Quản lý Mậu dịch - Quan Bội Hân (do Huỳnh Trí Văn thủ vai), Thanh tra của Tổ Điều tra Ma túy Hải quan - Ôn Chỉ Kỳ (do Vương Mẫn Dịch thủ vai) cùng với Thanh tra Thực tập sinh - Trần Gia Hưng (do Trần Gia Lạc thủ vai). Từ trứng đến bom nguyên tử, từ sữa bột đến chất trắng, ở mọi thời tiết, mọi địa điểm, nhóm người này dù trong nghịch cảnh khó khăn nào họ cũng vượt qua, giữ vững mục đích "bảo vệ pháp luật, giữ vững thuần phong mỹ tục", góp phần tạo nên sự ổn định và thịnh vượng của đất nước. Họ là những "người gác cổng" đáng tự hào của người dân Hồng Kông.

## Diễn viên

### Cục Hải quan và Tiêu thụ đặc biệt (Customs and Excise Department)

#### Cục Điều tra Bản quyền và Thương hiệu (Intellectual Property Investigation Bureau)
| Diễn viên   | Vai diễn  | Miêu tả |
| ----------- | --------- | --- |
| Viên Vỹ Hào | Hải Phong | Sếp Phong Thanh tra cấp cao Tổ Điều tra Bản quyền và Thương hiệu Có khả năng lãnh đạo tốt và hòa đồng với cấp dưới Bạn trai của Quan Bội Hân, sau này là chồng cô Xem tại Nhà họ Hải |

##### Tổ Hành động Điều tra Bản quyền và Thương hiệu (Intellectual Property Investigation [Operations] Group)
| Diễn viên        | Vai diễn        | Miêu tả |
| ---------------- | --------------- | --- |
| Dương Triều Khải | Trương Trí Quân | Tướng quân Trợ lý Giám sát của Tổ Hành động Điều tra Bản quyền và Thương hiệu Cấp dưới của Hải Phong |
| Trần Gia Lạc     | Trần Gia Hưng   | Thanh tra Thực tập sinh của Tổ Hành động Điều tra Bản quyền và Thương hiệu Tự cao tự đại, làm việc nhóm không tốt nhưng dần dần cải thiện Cấp dưới của Hải Phong và Trương Trí Quân Bạn của Phương Tình Lãng Xem tại Trường Cao đẳng Hải quan Hồng Kông, Nhà họ Trần             |
| C Quân           | Mã Bưu          | Nhân viên của Tổ Hành động Điều tra Bản quyền và Thương hiệu Cấp dưới của Hải Phong, Trương Trí Quân và Trần Gia Hưng Có tình cảm với Diệp Giai An |
| Huỳnh Kiến Đông  | Triệu Tử Long   | Nhân viên của Tổ Hành động Điều tra Bản quyền và Thương hiệu Cấp dưới của Hải Phong, Trương Trí Quân và Trần Gia Hưng |
| Ngô Bội Như      | La An Nhi       | Nhân viên của Tổ Hành động Điều tra Bản quyền và Thương hiệu Cấp dưới của Hải Phong, Trương Trí Quân và Trần Gia Hưng |
| Trình Hạo        |                 | Ada Nhân viên của Tổ Hành động Điều tra Bản quyền và Thương hiệu Cấp dưới của Hải Phong, Trương Trí Quân và Trần Gia Hưng |
| Đinh Tử Lãng     | Diệp Cạnh An    | KO Nhân viên của Tổ Hành động Điều tra Bản quyền và Thương hiệu Cấp dưới của Hải Phong, Trương Trí Quân và Trần Gia Hưng Em trai của Diệp Giai An Bạn thân của Tất Đình Phi, sau này có tình cảm với cô Bạn của Trác Lam Xem tại Trường Cao đẳng Hải quan Hồng Kông, Nhà họ Diệp |
| Lưu Dĩnh Tuyền   | Tất Đình Phi    | Nhân viên của Tổ Hành động Điều tra Bản quyền và Thương hiệu Cấp dưới của Hải Phong, Trương Trí Quân và Trần Gia Hưng Bạn thân của Diệp Cạnh An, sau này có tình cảm với anh Bạn của Trác Lam Xem tại Trường Cao đẳng Hải quan Hồng Kông                                         |
| Khổng Đức Hiền   | Trác Lam        | Nhân viên của Tổ Hành động Điều tra Bản quyền và Thương hiệu Cấp dưới của Hải Phong, Trương Trí Quân và Trần Gia Hưng Bạn của Diệp Cạnh An và Tất Đình Phi Xem tại Trường Cao đẳng Hải quan Hồng Kông                                                                            |

##### Tổ Điều tra Hành vi Thương mại Bất lương (Unfair Trade Practice Investigation Group)
| Diễn viên      | Vai diễn       | Miêu tả |
| -------------- | -------------- | --- |
| Huỳnh Gia Văn  | Thang Gia Minh | Trợ lý Giám sát của Tổ Điều tra Hành vi Thương mại Bất lương Cấp dưới của Hải Phong                                  |
| Đàm Vĩnh Hạo   | Lợi Miên An    | Sếp Leon Thanh tra của Tổ Điều tra Hành vi Thương mại Bất lương Cấp dưới của Hải Phong và Thang Gia Minh             |
| La Hạo Minh    |                | Rock Nhân viên của Tổ Điều tra Hành vi Thương mại Bất lương Cấp dưới của Hải Phong, Thang Gia Minh và Lợi Miên An    |
| Châu Lạc Minh  |                | Hằng tử Nhân viên của Tổ Điều tra Hành vi Thương mại Bất lương Cấp dưới của Hải Phong, Thang Gia Minh và Lợi Miên An |
| Huỳnh Vinh Sân |                | Nhân viên của Tổ Điều tra Hành vi Thương mại Bất lương Cấp dưới của Hải Phong, Thang Gia Minh và Lợi Miên An         |
| Dương Gia Bảo  |                | Nhân viên của Tổ Điều tra Hành vi Thương mại Bất lương Cấp dưới của Hải Phong, Thang Gia Minh và Lợi Miên An         |

#### Sở Quản lý Mậu dịch (Trade Controls Branch)

##### Cục Điều tra Mô tả Thương mại (Trade Descriptions Investigation Bureau)
| Diễn viên         | Vai diễn        | Miêu tả |
| ----------------- | --------------- | --- |
| Huỳnh Trí Văn     | Quan Bội Hân    | Madam Quan Trưởng phòng Quản lý Tổng mậu dịch Giỏi giao tiếp, đoàn kết với cấp dưới, tính tình dịu dàng và kín đáo Bạn gái của Hải Phong, sau này là vợ anh Xem tại Nhà họ Hải |
| Trần Tự Dao       | Diệp Giai An    | Cô mụ Trưởng phòng cấp cao Quản lý Mậu dịch Cấp dưới, đối tác tốt của Quan Bội Hân Chị gái của Diệp Cạnh An Có tình cảm với Mã Bưu Xem tại Nhà họ Diệp                         |
| Huỳnh Diệu Hoàng  | Mạch Khang Văn  | Max Nhân viên của Sở Quản lý Mậu dịch Cấp dưới của Quan Bội Hân và Diệp Giai An                                                                                                |
| Mạch Hạo Nhi      |                 | Sophie Nhân viên của Sở Quản lý Mậu dịch Cấp dưới của Quan Bội Hân và Diệp Giai An                                                                                             |
| Mã Tuấn Kiệt      | Quách Đức Chính | A Chính Nhân viên của Sở Quản lý Mậu dịch Cấp dưới của Quan Bội Hân và Diệp Giai An                                                                                            |
| Bàng Tường Linh   | Du Đông Tuyết   | Yuki Nhân viên của Sở Quản lý Mậu dịch Cấp dưới của Quan Bội Hân và Diệp Giai An                                                                                               |
| Huỳnh Nhuận Thành |                 | Joe Nhân viên của Sở Quản lý Mậu dịch Cấp dưới của Quan Bội Hân và Diệp Giai An                                                                                                |
| Trần Hi Nhụy      | Kiều Úy Thi     | Bonnie Nhân viên của Sở Quản lý Mậu dịch Cấp dưới của Quan Bội Hân và Diệp Giai An                                                                                             |
| Ngũ Phú Kiều      | Đới Bảo Văn     | Đại bảo Nhân viên của Sở Quản lý Mậu dịch Cấp dưới của Quan Bội Hân và Diệp Giai An Xem tại Trường Cao đẳng Hải quan Hồng Kông                                                 |

#### Tổ Điều tra Ma túy Hải quan (Drug Investigation Group)
| Diễn viên       | Vai diễn         | Miêu tả |
| --------------- | ---------------- | --- |
| Vương Mẫn Dịch  | Ôn Chỉ Kỳ        | Madam Ôn Giám sát viên của Tổ Điều tra Ma túy Hải quan Khả năng làm việc tốt nhưng không hòa đồng với mọi người Bạn gái của Alvin, sau này cả hai đã chia tay                                                                                        |
| La Thiên Vũ     | Thi Lập Ngôn     | Marcus Trợ lý Giám sát của Tổ Điều tra Ma túy Hải quan Cấp dưới của Ôn Chỉ Kỳ |
| Lưu Bội Nguyệt  | Phương Tình Lãng | Thanh tra thực tập sinh của Tổ Điều tra Ma túy Hải quan Tính cách vui vẻ, mang lại năng lượng tích cực cho mọi người xung quanh Cấp dưới của Ôn Chỉ Kỳ và Thi Lập Ngôn Bạn của Trần Gia Hưng Xem tại Trường Cao đẳng Hải quan Hồng Kông, Nhà họ Phan |
| Diêu Hoằng Viễn |                  | Sky Nhân viên của Tổ Điều tra Ma túy Hải quan Cấp dưới của Ôn Chỉ Kỳ, Thi Lập Ngôn và Phương Tình Lãng |
| Ngô Thụy Đình   |                  | Nhân viên của Tổ Điều tra Ma túy Hải quan Cấp dưới của Ôn Chỉ Kỳ, Thi Lập Ngôn và Phương Tình Lãng |
| Lâm Phổ Lai     |                  | Nhân viên của Tổ Điều tra Ma túy Hải quan Cấp dưới của Ôn Chỉ Kỳ, Thi Lập Ngôn và Phương Tình Lãng |
| Khâu Tử Khiêm   | Hùng Trí Liệt    | Nhân viên của Tổ Điều tra Ma túy Hải quan Cấp dưới của Ôn Chỉ Kỳ, Thi Lập Ngôn và Phương Tình Lãng |
| Chung Tình      | Thôi Mẫn Lợi     | Money Nhân viên của Tổ Điều tra Ma túy Hải quan Cấp dưới của Ôn Chỉ Kỳ, Thi Lập Ngôn và Phương Tình Lãng |
| Quách Thiên Du  | Dung Gia Mẫn     | Carmen Nhân viên của Tổ Điều tra Ma túy Hải quan Cấp dưới của Ôn Chỉ Kỳ, Thi Lập Ngôn và Phương Tình Lãng |

#### Trường Cao đẳng Hải quan Hồng Kông (Hong Kong Customs College)
| Diễn viên        | Vai diễn         | Miêu tả |
| ---------------- | ---------------- | --- |
| Lâm Kính Cang    |                  | Thanh tra Hải quan cấp cao / Huấn luyện viên Lớp Thanh tra viên của Trường Cao đẳng Hải quan Hồng |
| Lưu Thiên Long   |                  | Thanh tra Hải quan / Huấn luyện viên Lớp Thanh tra viên của Trường Cao đẳng Hải quan Hồng |
| Dương Chứng Hoa  | Ông Hán Lương    | Sếp Ông Huấn luyện viên Lớp Hải quan Thực tập sinh của Trường Cao đẳng Hải quan Hồng Kông |
| Phan Tử Phong    | Thân Vịnh Kiệt   | Sếp Thân Huấn luyện viên Lớp Hải quan Thực tập sinh của Trường Cao đẳng Hải quan Hồng Kông |
| Trần Trác Hoa    |                  | Huấn luyện viên của Trường Cao đẳng Hải quan Hồng Kông |
| Trần Gia Lạc     | Trần Gia Hưng    | Thanh tra Thực tập sinh của Trường Cao đẳng Hải quan Hồng Kông Bạn của Phương Tình Lãng Xem tại Tổ Hành động Điều tra Bản quyền và Thương hiệu, Nhà họ Trần                                                 |
| Lưu Bội Nguyệt   | Phương Tình Lãng | Thanh tra Thực tập sinh của Trường Cao đẳng Hải quan Hồng Kông Bạn của Trần Gia Hưng Xem tại Tổ Điều tra Ma túy Hải quan, Nhà họ Phan                                                                       |
| Mạnh Hi Lân      | Lâm Hạo Nghi     | Hảo di Thanh tra thực tập sinh của Trường Cao đẳng Hải quan Hồng Kông |
| Huỳnh Tử Thông   | Giản Ngạn Thông  | Toby Thanh tra thực tập sinh của Trường Cao đẳng Hải quan Hồng Kông |
| Ổ Gia Tuấn       | Phó Quân Nặc     | Thanh tra thực tập sinh của Trường Cao đẳng Hải quan Hồng Kông |
| Hà Tấn Lạc       |                  | Thanh tra thực tập sinh của Trường Cao đẳng Hải quan Hồng Kông |
| Lư Tuấn Phong    |                  | Thanh tra thực tập sinh của Trường Cao đẳng Hải quan Hồng Kông |
| Ngô Tử Xung      |                  | Thanh tra thực tập sinh của Trường Cao đẳng Hải quan Hồng Kông |
| Trâu Triệu Đình  |                  | Thanh tra thực tập sinh của Trường Cao đẳng Hải quan Hồng Kông |
| Lâm Khả Duyệt    |                  | Thanh tra thực tập sinh của Trường Cao đẳng Hải quan Hồng Kông |
| Lý Gia Tấn       |                  | Thanh tra thực tập sinh của Trường Cao đẳng Hải quan Hồng Kông |
| Huỳnh Hạo Đình   |                  | Thanh tra thực tập sinh của Trường Cao đẳng Hải quan Hồng Kông |
| Đinh Tử Lãng     | Diệp Cạnh An     | KO Hải quan Thực tập sinh của Trường Cao đẳng Hải quan Hồng Kông Bạn thân của Tất Đình Phi, sau này có tình cảm với cô Bạn của Trác Lam Xem tại Tổ Hành động Điều tra Bản quyền và Thương hiệu, Nhà họ Diệp |
| Lưu Dĩnh Tuyền   | Tất Đình Phi     | Hải quan Thực tập sinh của Trường Cao đẳng Hải quan Hồng Kông Bạn thân của Diệp Cạnh An, sau này có tình cảm với anh Bạn của Trác Lam Xem tại Tổ Hành động Điều tra Bản quyền và Thương hiệu                |
| Khổng Đức Hiền   | Trác Lam         | Hải quan Thực tập sinh của Trường Cao đẳng Hải quan Hồng Kông Bạn của Diệp Cạnh An và Tất Đình Phi Xem tại Tổ Hành động Điều tra Bản quyền và Thương hiệu                                                   |
| Ngũ Phú Kiều     | Đới Bảo Văn      | Đại bảo Hải quan Thực tập sinh của Trường Cao đẳng Hải quan Hồng Kông Xem tại Nhánh Kiểm soát Thương mại |
| Trần Uyển Trừng  | Trình Ngọc Bình  | Pink Hải quan Thực tập sinh của Trường Cao đẳng Hải quan Hồng Kông |
| Trần Gia Tuấn    | Tô Doãn Hành     | A Tô Hải quan Thực tập sinh của Trường Cao đẳng Hải quan Hồng Kông |
| Trần Tịnh Vân    |                  | Hải quan Thực tập sinh của Trường Cao đẳng Hải quan Hồng Kông |
| Thi Trác Nhật    |                  | Hải quan Thực tập sinh của Trường Cao đẳng Hải quan Hồng Kông |
| Trần Tiễn Hạo    |                  | Hải quan Thực tập sinh của Trường Cao đẳng Hải quan Hồng Kông |
| Lâm Tuệ Quân     |                  | Hải quan Thực tập sinh của Trường Cao đẳng Hải quan Hồng Kông |
| Lương Bách Xuyên |                  | Hải quan Thực tập sinh của Trường Cao đẳng Hải quan Hồng Kông |
| Đàm Trác Thăng   |                  | Hải quan Thực tập sinh của Trường Cao đẳng Hải quan Hồng Kông |

### Bộ phận Hải quan khác
| Diễn viên        | Vai diễn       | Miêu tả |
| ---------------- | -------------- | --- |
| Trần Tuấn Kiên   | Châu Khải Toàn | KC Nhân viên Hải quan Cấp cao Tốt nghiệp Đại học Hải quan cùng khoa với Hải Phong và Ôn Chỉ Kỳ (xuất hiện trong tập 2) |
| Trịnh Vĩnh Khiêm | Paul           | Nhân viên Hải quan Cấp cao Tốt nghiệp Đại học Hải quan cùng khoa với Hải Phong và Ôn Chỉ Kỳ (xuất hiện trong tập 2)    |
| Triệu Lạc Hiên   | Charles        | Nhân viên Hải quan Cấp cao Tốt nghiệp Đại học Hải quan cùng khoa với Hải Phong và Ôn Chỉ Kỳ (xuất hiện trong tập 2)    |
| Triệu Bích Du    | Tammy          | Nhân viên Hải quan Cấp cao Tốt nghiệp Đại học Hải quan cùng khoa với Hải Phong và Ôn Chỉ Kỳ (xuất hiện trong tập 2)    |
| Châu Lệ Hân      | Yvonne         | Nhân viên Hải quan Cấp cao Tốt nghiệp Đại học Hải quan cùng khoa với Hải Phong và Ôn Chỉ Kỳ (xuất hiện trong tập 2)    |
| Đàm Khôn Luân    | Vương Nhật Sâm | Thanh tra Tổ Tình báo (xuất hiện trong tập 2)                                                                          |
| Lý Thiệu Kiên    |                | Sĩ quan (xuất hiện trong tập 2)                                                                                        |
| La Vịnh Kiện     |                | Sĩ quan (xuất hiện trong tập 2)                                                                                        |
| Dư Phú Căn       |                | Sĩ quan (xuất hiện trong tập 2)                                                                                        |
| Trần Địch Khắc   | Chú Mã         | Ông chủ Nhà hàng trong Cao ốc Trụ sở Hải quan                                                                          |
| Ngô Thiên Nhi    |                | Sĩ quan cấp cao |
| Lý Tử Khiêm      |                | Sĩ quan |

### Nhà họ Hải
| Diễn viên      | Vai diễn      | Miêu tả |
| -------------- | ------------- | --- |
| Huỳnh Bách Văn | Hải Bách      | Chồng của Châu Bích Văn Ba của Hải Phong Ba chồng của Quan Bội Hân |
| Văn Tuyết Nhi  | Châu Bích Văn | Vợ của Hải Bách Mẹ của Hải Phong Mẹ chồng của Quan Bội Hân |
| Viên Vỹ Hào    | Hải Phong     | Thanh tra cấp cao Tổ Điều tra Bản quyền và Thương hiệu Con của Hải Bách và Châu Bích Văn Bạn trai của Quan Bội Hân, sau này là chồng cô Bạn thời thơ ấu, kẻ thù của Sầm Vĩ Nghiệp Xem tại Cục Điều tra Sở hữu trí tuệ |
| Huỳnh Trí Văn  | Quan Bội Hân  | Bội Hân Trưởng phòng Quản lý Tổng mậu dịch Bạn gái của Hải Phong, sau này là vợ anh Con dâu của Hải Bách và Châu Bích Văn Xem tại Cục Điều tra Mô tả Thương mại                                                       |

### Nhà họ Trần
| Diễn viên     | Vai diễn      | Miêu tả |
| ------------- | ------------- | --- |
| Giang Hân Yến | La Mỹ Bảo     | Mẹ của Trần Gia Hưng |
| Trần Gia Lạc  | Trần Gia Hưng | Thanh tra Thực tập sinh tại Trường Cao đẳng Hải quan Hồng Kông, sau đó trở thành Thanh tra Thực tập sinh tại Tổ Hành động Điều tra Bản quyền và Thương hiệu Con của La Mỹ Bảo Xem tại Tổ Hành động Điều tra Bản quyền và Thương hiệu, Trường Cao đẳng Hải quan Hồng Kông |

### Nhà họ Ôn
| Diễn viên         | Vai diễn  | Miêu tả |
| ----------------- | --------- | --- |
| Huỳnh Trường Hưng | Ôn Bảo Kỳ | Sếp Ôn, Sếp Wan Giám đốc Cục Cảnh sát Ma túy Anh của Ôn Chỉ Kỳ Xuất hiện trong tập 2                                |
| Vương Mẫn Dịch    | Ôn Chỉ Kỳ | Kay, Chỉ Kỳ Thanh tra của Tổ Điều tra Ma túy Hải quan Hải quan Em của Ôn Bảo Kỳ Xem tại Tổ Điều tra Ma túy Hải quan |

### Nhà họ Phan
| Diễn viên        | Vai diễn         | Miêu tả |
| ---------------- | ---------------- | --- |
| Hàn Mã Lợi       | Trần Ngọc Liên   | Mẹ của Phan Hạo Dương Mẹ chồng của Phương Tình Lãng Bà nội của Phan Nhật Tấn |
| Huỳnh Đình Phong | Phan Hạo Dương   | Hạo Dương Trưởng đội cấp cao của Đội Phòng cháy chữa cháy Con của Trần Ngọc Liên Chồng của Phương Tình Lãng Ba của Phan Nhật Tấn |
| Lưu Bội Nguyệt   | Phương Tình Lãng | Thanh tra Thực tập sinh tại Trường Cao đẳng Hải quan Hồng Kông, sau đó trở thành Thanh tra Thực tập sinh tại Tổ Hành động Điều tra Bản quyền và Thương hiệu Vợ của Phan Hạo Dương Con dâu của Trần Ngọc Liên Mẹ của Phan Nhật Tấn Xem tại Tổ Hành động Điều tra Bản quyền và Thương hiệu, Trường Cao đẳng Hải quan Hồng Kông |
| Hà Phách Liêm    | Phan Nhật Tấn    | Con của Phan Hạo Dương và Phương Tình Lãng Cháu của Trần Ngọc Liên |

### Nhà họ Diệp
| Diễn viên    | Vai diễn     | Miêu tả |
| ------------ | ------------ | --- |
| Trần Tự Dao  | Diệp Giai An | Cô mụ Trưởng phòng cấp cao Quản lý Mậu dịch Chị gái của Diệp Cạnh An Xem tại Cục Điều tra Mô tả Thương mại |
| Đinh Tử Lãng | Diệp Cạnh An | KO Hải quan Thực tập sinh của Trường Cao đẳng Hải quan Hồng Kông, sau đó trở thành nhân viên của Tổ Hành động Điều tra Bản quyền và Thương hiệu Em trai của Diệp Giai An Xem tại Tổ Hành động Điều tra Bản quyền và Thương hiệu, Trường Cao đẳng Hải quan Hồng Kông |

### Diễn viên khác
| Diễn viên       | Vai diễn      | Miêu tả |
| --------------- | ------------- | --- |
| Mã Quán Đông    | Sầm Vĩ Nghiệp | Sầm Đại trạng Luật sư Sinh năm 1981 Cố vấn pháp lý của Bàng Ứng Huy Bạn trai của Fiona Bạn thời thơ ấu, kẻ thù của Hải Phong     |
| Hải Tuấn Kiệt   | Bàng Ứng Huy  | Nhân vật phản diện cuối cùng Ông chủ của một tập đoàn lớn chuyên làm những vụ làm ăn phi pháp Cấp trên của Sầm Vĩ Nghiệp và Dino |
| Hồ Nặc Ngôn     | Alvin         | Bác sĩ khoa cấp cứu Bạn trai của Ôn Chỉ Kỳ, sau đó cả hai đã chia tay                                                            |
| Quách Tử Hào    | Dino          | Cấp dưới của Bàng Ứng Huy |
| Bàng Hoài An    |               | Phích Lịch Siêu Kẻ buôn bán ma túy                                                                                               |
| Trương Tử Phong |               | Cấp dưới của Hải Tuấn Kiệt |
| Nguyễn Nhi      |               | |
| Trần Kiến Văn   |               | Nhân viên huấn luyện viên chó cảnh sát                                                                                           |
| Hoắc Kiến Bang  |               | |
| Diệp Thiến Văn  |               | Fiona Bệnh nhân bệnh viện Bạn gái của Sầm Vĩ Nghiệp                                                                              |
| Diệp Khải Nhân  |               | Shirley |
| Phan Quan Lâm   |               | |
| Lý Mạn Phân     |               | Vợ của Đàm Thành Khôn Mẹ của Đàm Tại Tâm                                                                                         |
| Đàm Thành Khôn  |               | Chồng của Lý Mạn Phân Ba của Đàm Tại Tâm                                                                                         |
| Đàm Tại Tâm     |               | Con của Đàm Thành Khôn và Lý Mạn Phân                                                                                            |
| Trần Quốc Phong |               | |
| Đặng Mỹ Hân     |               | |
| Thái Quốc Uy    |               | |
| Trịnh Khải Thái |               | |
| Ngô Thiên Nhi   |               | Nhân viên hải quan cao cấp |
| Lý Tử Hiên      |               | Nhân viên hải quan |